# لايم سورفاي
لايم سورفاي (أو بي إتش بي سورفايور، سابقا) هو برنامج حر و مفتوح المصدر للاستقصاء الإحصائي، عبر الإنترنت، وتصميم و نشر الاستبانات الإلكترونية. هو مبرمج بلغة بي إتش بي، و يستند على قاعدة بيانات ماي إس كيو إل أو بوستجري إس كيو إل أو ميكروسوفت إس كيو إل سيرفر.
ميزة لايم سورفاي الأساسية هي أنه يخول تدبير وتصميم استقصاءات، عبر الإنترنت، من طرف مستخدمين غير متخصصين، لا يتوفرون بالضرورة على مهارات البرمجة.

## الخصائص الرئيسية
لايم سورفاي هو نظام إدارة محتوى الويب، يثبت على خادم ويب. يسير المستخدم لايم سورفاي، عبر واجهة ويب لتصميم وإدارة الاستقصاء، عبر الأدوات التالية:
- محرر نصوص لتصميم الاستبانة: الأسئلة، الإشعارات، الصور والفيديوهات.
- مصمم نماذج من صنف ما تراه هو ما تحصل عليه WYSIWYG.

يتم تجميع الأسئلة عبر مجموعات (كل مجموعة تظهر للمجيب في صفحة فريدة)، و يستوعب جميع أنماط الأسئلة الاستقصائية: اللوائح، الاختيارات المتعددة، النصوص، الأجوبة الرقمية والثنائية؛ ناهيك عن إمكانية تصميم استبانات شرطية وخلق ارتباطات بين الاسئلة.
عند الانتهاء من تصميم الاستقصاء، يقوم الدارس بتفعيله، مما يجعله متاحا لجميع المتصفحين على الإنترنت. يخول لايم سورفاي إمكانيات واسعة لتحديد وشخصنة مجالات الاستبيان وانتقاء المجيبين.

## تطور المشروع
انطلق المشروع في 20 فبراير 2003، في سورس فورج، تحت تسمية بي إتش بي سورفايور، وكان أول مطوري البرنامج، الأسترالي جيزون كليلاند. في 5 مارس 2003، نشر أول إصدار للعموم، 0.93، وعرف رواجا واسعا لدى عدد كبير من المستخدمين، بفضل وظائفه المتقدمة كالأسئلة الشرطية ونمذجة الاستبانات.
في 2006، تكلف بقيادة المشروع المهندس الهولندي كارستن شميتز؛ وفي 17 ماي 2007، تغير اسم المشروع من بي إتش بي سورفايور إلى لايم سورفاي، بهدف تفادي تعقيدات في نظام الترخيص، التي يسببها استعمال بي إتش بي في التسمية. في 29 نونبر 2009، فاز لايم سورفاي بالجائزة الأولى لمسابقة البرمجيات الحرة Les Trophées du libre، في فئة تسيير المقاولات.